# Hodoskop

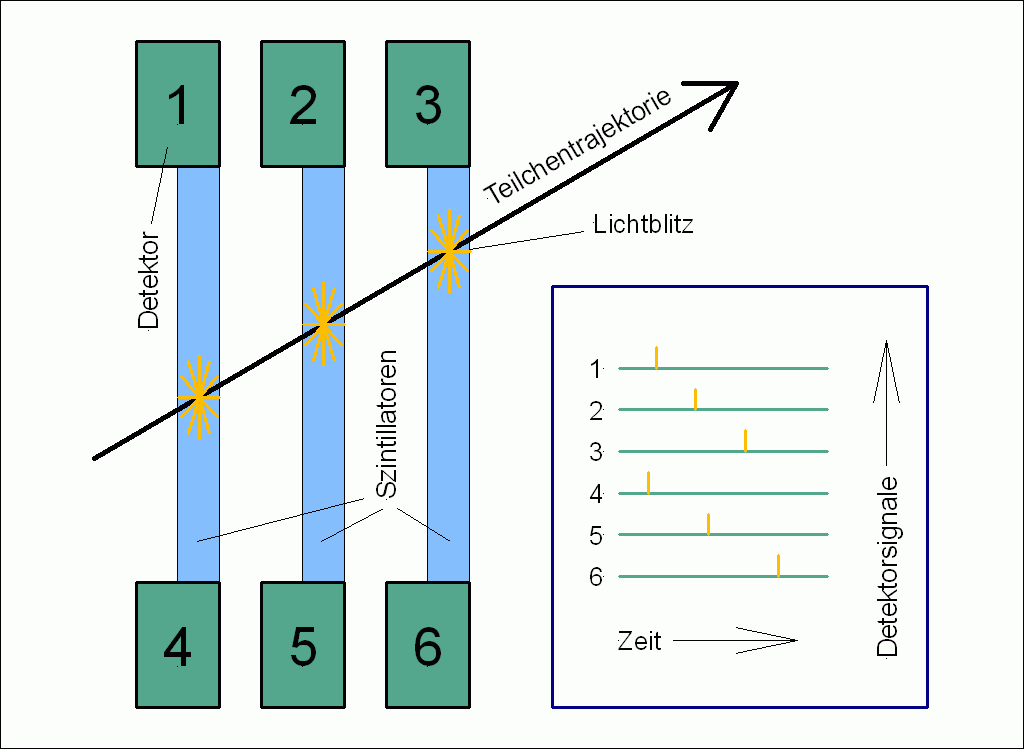
Beispiel für ein einfaches Hodoskop mit drei Szintillator-Platten mit jeweils zwei Strahlungsdetektoren, die das Licht der Szintillatoren registrieren. Aus dem zeitlichen Ablauf der Detektorsignale und der Geometrie der Anordnung kann die Teilchenbahn rekonstruiert werden.

Ein Hodoskop (griechisch für Pfadseher) ist eine Kombination mehrerer Teilchendetektoren, die räumlich angeordnet sind und mit deren Hilfe in der Regel über Koinzidenzmessungen die Trajektorie energiereicher Elementarteilchen, Atome, Ionen oder Moleküle verfolgt werden kann.
Meist sind Hodoskope mit schnellen Teilchendetektoren ausgestattet, z. B. mit Szintillationszählern, die sehr kurze Lichtsignale erzeugen.